# NGC 7524
NGC 7524 é uma galáxia espiral (S0-a) localizada na direcção da constelação de Pisces. Possui uma declinação de -01° 43' 50" e uma ascensão recta de 23 horas, 13 minutos e 46,5 segundos.
A galáxia NGC 7524 foi descoberta em 18 de Novembro de 1864 por Albert Marth.